# Antonio Betancort
Antonio Rodrigo Betancort Barrera (* 13. März 1937 in Las Palmas de Gran Canaria; † 15. März 2015 ebenda) war ein spanischer Fußballspieler.

## Karriere

### Verein
Betancort begann seine Karriere bei seinem Heimatverein UD Las Palmas und debütierte am 3. Februar 1957 im Rahmen eines 2:2-Unentschiedens gegen RCD Español in der Primera División. In seinen ersten vier Spielzeiten im Profifußball stand er im Schatten von Stammtorwart Pepín, der den Verein jedoch nach dem Abstieg in der Saison 1959/60 verließ und zu Betis Sevilla wechselte. Daraufhin stieg Betancort in der Zweitligaspielzeit 1960/61 zum Stammtorhüter auf und bestritt 23 Ligaspiele. Obgleich er mit seinem Verein den direkten Wiederaufstieg als Fünftplatzierter verpasste, hatten seine Leistungen das Interesse zahlreicher Erstligisten geweckt. Zur Saison 1961/62 wechselte er daraufhin in die spanische Hauptstadt zu Real Madrid.
In Madrid erhielt er in seiner ersten Saison keinerlei Einsatzzeiten, sodass er in der Saison 1962/63 einem Leihgeschäft mit dem Erstligakonkurrenten Deportivo La Coruña zustimmte. Für die Galicier bestritt er 24 Ligaspiele. Der Verein stieg am Saisonende jedoch in die Segunda División ab. Zur Saison 1963/64 kehrte Betancort zu Real Madrid zurück. Am 19. April 1964 debütierte er für die Königlichen in der Primera División. Es blieb sein einziger Einsatz in dieser Spielzeit. In der Saison 1964/65 setzte er sich schließlich gegen seinen Konkurrenten José Araquistáin durch und feierte seinen Durchbruch als Stammtorwart der Madrilenen: Er bestritt 34 Pflichtspiele, darunter erstmals fünf Partien im Europapokal der Landesmeister, und gewann mit Real Madrid am Saisonende den Meistertitel sowie als bester Torhüter der Spielzeit die Trofeo Zamora. Durch seine Leistungen erarbeitete sich Betancort das volle Vertrauen von Trainer Miguel Muñoz: In der Saison 1965/66 kam er in allen 30 Ligaspielen zum Einsatz und feierte mit Real Madrid den sechsten Gewinn des Europapokals der Landesmeister. Im Halbfinalhinspiel dieses Wettbewerbs lieferte Betancort gegen Inter Mailand die vielleicht denkwürdigste Partie seiner Karriere ab: Nachdem er sich früh in der Partie schwer verletzt hatte, entschied er sich, bis zum Ende im Tor zu verbleiben, da Auswechslungen zur damaligen Zeit noch nicht erlaubt und Real Madrid andernfalls das Spiel zu zehnt hätte beenden müssen. Trotz seines Handicaps kassierte er gegen Starspieler wie Luis Suárez, Joaquín Peiró, Mario Corso oder Sandro Mazzola kein Gegentor und trug somit maßgeblich zum 1:0-Sieg bei, der nach einem 1:1 im Rückspiel die Qualifikation für das Finale bedeutete. Sowohl das Halbfinalrückspiel als auch den Finalsieg verpasste Betancort allerdings aufgrund der zugezogenen Verletzung.
Während die Finalspiele um den Weltpokal 1966 gegen Peñarol Montevideo verloren gingen, gewann Betancort mit Real Madrid in den Spielzeiten 1966/67, 1967/68 und 1968/69 drei weitere Male die Meisterschaft und ein weiteres Mal die Trofeo Zamora. 1967/68 verlor er dabei jedoch zwischenzeitlich seinen Stammplatz an den jungen Andrés Junquera, stand aber ein weiteres Mal im Pokalfinale. Nachdem er Junquera in der Saison 1968/69 noch einmal aus dem Tor hatte verdrängen können, bestritt er im Anschluss in zwei Spielzeiten nur noch 13 Ligaspiele.
Zur Saison 1971/72 entschied sich Betancort daher zu einer Rückkehr zu UD Las Palmas. Dort war er im ersten Jahr wieder Stammspieler. Er absolvierte alle 34 Ligabegegnungen und qualifizierte sich mit seinem Verein für den UEFA-Pokal 1972/73. In seiner zweiten Spielzeit bestritt er acht weitere Ligaspiele. Nach der Saison 1973/74, in der er nicht mehr zum Einsatz kam, beendete Betancort mit 36 Jahren seine Karriere.

### Nationalmannschaft
Betancort bestritt zwei Länderspiele für die spanische Nationalmannschaft. Er debütierte am 27. Oktober 1965 im WM-Qualifikationsspiel gegen Irland. Sein zweiter und letzter Einsatz erfolgte am 10. November desselben Jahres erneut gegen Irland. Anschließend nahm er an der WM 1966 in England teil, bei der jedoch José Ángel Iribar als Torhüter der Spanier gesetzt war.

## Erfolge
- Europapokal der Landesmeister: 1965/66
- Spanischer Meister: 1961/62, 1963/64, 1964/65, 1966/67, 1967/68, 1968/69
- Spanischer Pokalsieger: 1962, 1970
- Trofeo Zamora: 1964/65, 1966/67